# Anopheles koliensis
Anopheles koliensis este o specie de țânțari din genul Anopheles, descrisă de Richard Owen în anul 1945. Conform Catalogue of Life specia Anopheles koliensis nu are subspecii cunoscute.